# Храм во имя Всех Святых (Нытва)
Храм Всех Святых — действующий русский приходской православный храм Успенского благочиния Кудымкарской епархии, расположенный на окраине города Нытва. В 2023 году отметили 150-летний юбилей со дня основания храма.

## История

### Основание
Всехсвятская церковь — приходской православный храм Успенского благочиния Кудымкарской епархии. 5 сентября 1871 года, по благословению Архиепископа Пермского и Верхотурского Антония, поставлена деревянная часовня. После пожара, к лету 1873 года, на месте часовни воздвигнута самая малая, каменная церковь.

### Строительство храма
Трудами и инициаторами строительства новой церкви, которая дошла до наших дней были Михаил Александрович Кузнецов, Григорий Лукич Котельников — церковный староста, Павел Иванович Аникин и царскосельский купец Павел Александрович Кузнецов.

### Освящение храма
Престол освящён в честь «Всех Святых». Чин освящения проводили 3-го июня, иерей Алексий Евстафиевич (Пьянков) с братию. Храм был приписан к Спасской приходской церкви. Церковь стала основным местом для служения христиан, куда приезжали прихожане со всей округи. В течение всего периода своего существования храм не упразднялся и не закрывался. В городском обиходе именуется как «Кладбищенская Церковь», ввиду своего «соседства» с ныне не действующим гражданским кладбищем. Из архивных источников, в росписи храма принимали участие художники: имена.

### Советский период
По свидетельствам архивов на территории Нытвенского городского округа была прекращена деятельность всех православных храмов. Лишь на пригорке, возле пруда, на территории кладбища действовала Всехсвятская церковь. В этом время настоятелем храма был отец, которого впоследствии канонизировали.

### Наше время
В 1990-х годах храм снова наполнился прихожанами, согласно реституции все постройки были переданы церковной общине.

## Архитектура
Архитектура храма выполнена в форме корабля. Строился как символ того, что храм является «ковчегом» спасения верующих людей. Над самом центром храма расположен купол. Западную часть здания украшает колокольня. В храме один центральный придел освященный во имя «Всех Святых».

## Церковные деятели
Во Всехсвятской церкви в разные периоды служили глубоко верующие, обладающие смиренномудрием священники, которые впоследствии были канонизированы.
Фамилия — мученик.
Фамилия — священномученик.
С 2001 года по настоящее время настоятель храма — клирик отец Василий (Авдеев).